# Giovanni d'Orléans (conte di Parigi)
Giovanni d'Orléans (Jean Charles Pierre Marie d'Orléans; Parigi, 19 maggio 1965) è un nobile francese, pretendente unionista al trono di Francia e di Navarra, come Giovanni IV, dal 2019.
Attuale capo della Casa d'Orléans, come discendente maschio in linea maschile di Luigi Filippo è, secondo gli orleanisti, il legittimo pretendente al trono di Francia.  Il principe Giovanni è il secondo figlio del principe Enrico, il defunto capo della casa di Orléans, e della sua ex moglie Maria Teresa di Württemberg.
Sebbene esistano altri due movimenti monarchici francesi (i neo-legittimisti e i bonapartisti), la maggior parte dei monarchici sono orleanisti. Giovanni d'Orléans è la figura di riferimento dei tre principali gruppi monarchici francesi: Action française, Nouvelle Action royaliste e Groupe d’Action royaliste.

## Biografia

### Infanzia
Da parte del padre, egli discende da Luigi XIII, da Luigi Filippo (ma anche da Luigi XIV, da Luigi XV, dal re Giovanni VI del Portogallo, dall'imperatore Francesco I d'Austria e dal re Ferdinando VII di Spagna) e, attraverso la nonna paterna Isabella d'Orléans-Braganza, da Pedro II, imperatore del Brasile. Attraverso la madre, discende dal duca Filippo Alberto di Württemberg (1893–1975), pretendente al trono di Württemberg, e da sua nonna materna, la principessa Rosa d'Asburgo-Lorena (1906–1983), da re Carlo X e da suo figlio Duca di Berry.
Per garantirgli l'indipendenza finanziaria in quanto futuro capo della famiglia, la nonna paterna, Isabella d'Orléans-Braganza, Contessa di Parigi, decise di lasciargli una parte sostanziosa della sua eredità. Egli divenne proprietario di buona parte della foresta di Nouvion-en-Thiérache e responsabile del gruppo di forestali che amministra questi boschi.

### Studi e attività professionali

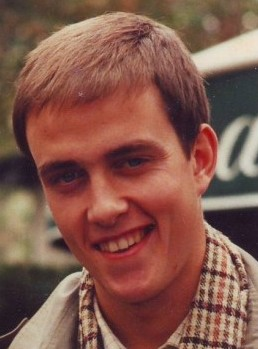
Giovanni, duca di Vendôme

Dopo gli studi secondari al liceo Saint-Joseph di Reims, Giovanni d'Orléans ha compiuto i suoi studi universitari presso la Sorbona, dove ha conseguito un Master in filosofia nel 1989. Nel 1992 ha conseguito un master in legge presso la facoltà di diritto, economia e gestione e si è specializzato in Relazioni internazionali. Ha completato la sua formazione con un MBA presso l'Azusa Pacific University (APU), in California, nel 1994.
L'esercito è una tradizione per gli Orléans. Ha prima frequentato la Scuola di Cavalleria di Saumur, quindi è stato assegnato come tenente al plotone di carri armati AMT presso il 7º reggimento di stanza ad Arnes. Dal gennaio 2015 è colonnello della riserva; nel luglio 2016 è diventato padrino del 4º reggimento combattente Gap, lo stesso reggimento creato dal prozio Luigi di Borbone-Condé (1709-1771), conte di Clermond.
Una volta terminato il servizio militare, ha lavorato per dieci anni come consulente presso  Lazard & Co., Deloitte & Touche e nel gruppo Banque populaire.
Nel 1999 è diventato direttore del Groupement Forestier Thiérache (gruppo familiare) e azionista nel 2003.
Nel giugno del 2003, Jean Orléans ha creato l'Associazione Gente della Francia, il cui scopo è quello di contribuire al miglioramento delle relazioni tra le persone, per il bene della Francia e la sua influenza all'estero. Divide il suo tempo tra le sue attività professionali e la sua vita pubblica.
Nel 2007 ha creato la sua azienda, "Futuro e Patrimonio del Consiglio", per preservare il patrimonio francese legato ai re e principi della sua famiglia. Svolge attività di consulenza, organizza eventi e tiene conferenze in Francia e all'estero.

### Matrimonio
Il principe Giovanni avrebbe dovuto sposare la duchessa Tatjana di Oldenburg (nata nel 1974) nel 2001. La duchessa Tatjana è la figlia più giovane del duca Johann di Oldenburg e della contessa Ilka di Ortenburg. Sua sorella maggiore Eilika sposò l'arciduca Georg d'Austria nel 1997. Tuttavia, il matrimonio fu annullato all'ultimo minuto a causa di una disputa sulla confessione religiosa. Il padre di Giovanni, Enrico, temeva che la rivendicazione degli Orléans al trono sarebbe stata compromessa se ci fosse stato un erede protestante.

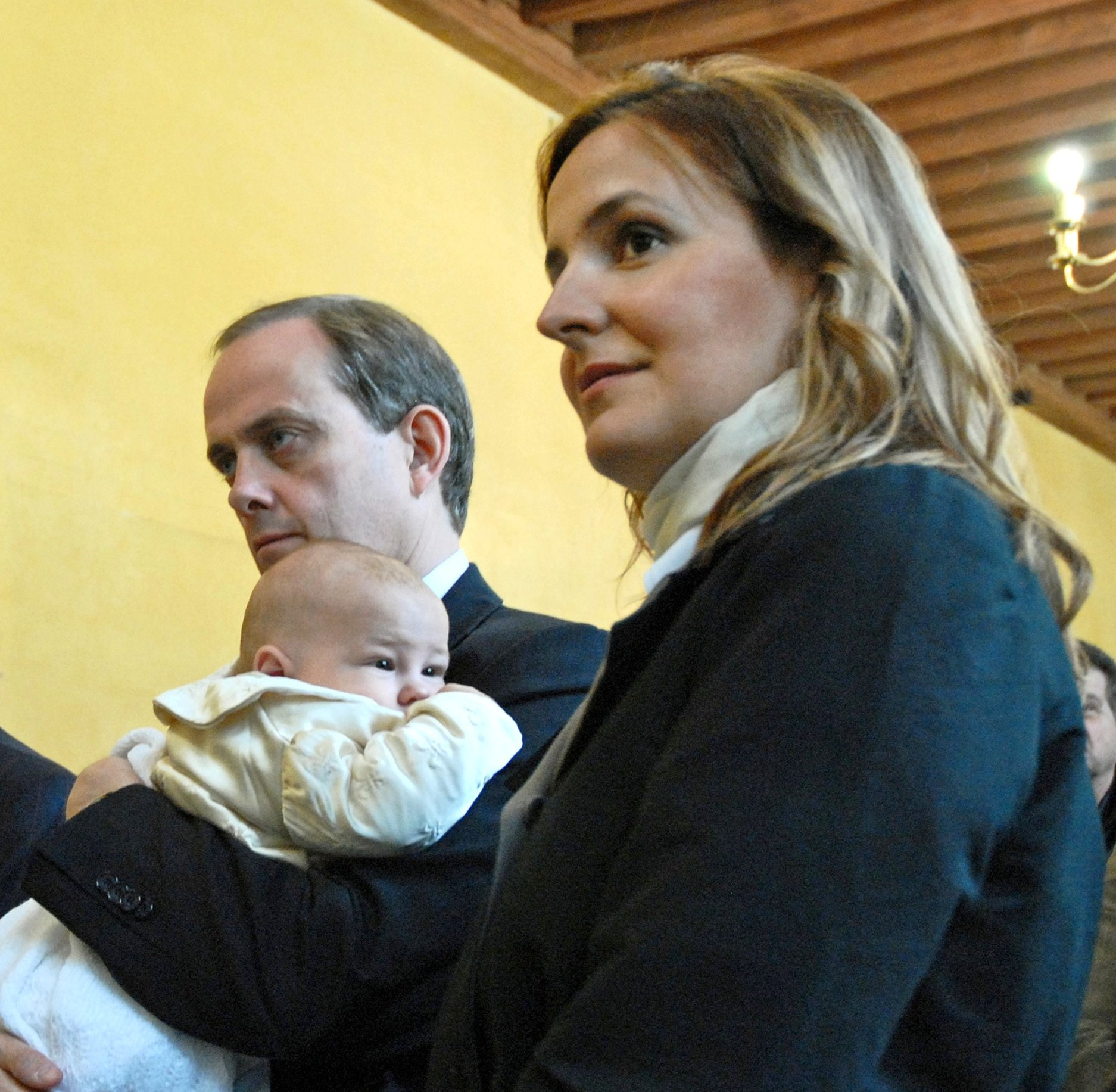
La famiglia del conte di Parigi

Il 29 novembre 2008, il Conte di Parigi annunciò il fidanzamento del Duca di Vendôme con Maria Magdalena Philomena Juliana Johanna de Tornos y Steinhart, nata a Vienna il 19 giugno 1977. Il matrimonio civile, diretto dal sindaco Rachida Dati, fu celebrato il 19 marzo 2009 a Parigi. Il matrimonio religioso si è svolto invece il 2 maggio 2009 presso la cattedrale di Notre-Dame di Senlis, con un ricevimento al castello di Chantilly. La sposa indossava un abito di Christian Lacroix e una giacca ricamata da Maison Lesage.
Dal 2012 la coppia abita nel dominio reale a Dreux..

## Discendenza
Dal matrimonio tra Giovanni d'Orléans e Maria Magdalena Philomena Juliana Johanna de Tornos y Steinhart sono nati cinque figli:
- Principe Gaston Louis Antoine Marie d'Orléans (nato il 19 novembre 2009 a Parigi); i suoi sei padrini sono: il principe Eudes, il duca di Angoulême (zio paterno), Magdalena de Tornos (zia materna), il principe Carlo di Borbone delle Due Sicilie, duca di Castro, la principessa Astrid del Belgio, arciduchessa d'Austria-Este, il conte François-Pierre de Feydeau e Magdalena, contessa de El Abra.
- Principessa Antoinette Léopoldine Jeanne Marie d'Orléans (nata il 28 gennaio 2012 a Vienna); i suoi sei padrini sono: David de Tornos (zio materno), la principessa Leopoldine del Liechtenstein (sua prima cugina), il conte Damian von Schönborn-Buchheim (cugino di primo grado del padre), Francesca Lopez de la Osa, Leopoldo Gavito e Dominique de Layre.
- Principessa Louise-Marguerite Eléonore Marie d'Orléans (nata il 30 luglio 2014 a Poissy); i suoi cinque padrini sono: la principessa Marguerite del Liechtenstein (sua prima cugina), la principessa Sibilla del Lussemburgo, Philippe d'Albert, il tredicesimo duca di Luynes, Don Alvaro-Jaime de Orléans-Borbón e l'arciduca Michele d'Austria.
- Principe Joseph Gabriel David Marie d'Orléans (nato il 2 giugno 2016); i suoi sei padrini sono: il principe Johann Wenzel del Liechtenstein (suo primo cugino), l'Infante Afonso, il principe di Beira (cugino di secondo grado del padre), Benedikt du Cassé, la principessa Marie- Liesse, duchessa di Angoulême (cognata del padre), la principessa Tılsım del Liechtenstein e Kildine Stevenson (cugina di primo grado del padre).
- Principessa Jacinthe Élisabeth-Charlotte Marie d'Orléans (nata il 9 ottobre 2018 a Dreux). Fu battezzata quattro giorni dopo la sua nascita nella chiesa di Saint-Etienne a Dreux, in Francia; i suoi padrini sono la principessa Maria Immacolata del Liechtenstein (sua prima cugina), il principe Pierre d'Orléans (suo primo cugino), il principe Charles Philippe, il duca d'Angiò (cugino del padre), la duchessa di Gramont, la principessa Silvia d'Arenberg e il conte Hervé de Solages.

## Titoli e trattamenti

### Titoli
- 19 maggio 1965 - 27 settembre 1987: Sua Altezza Reale Principe Giovanni d'Orléans, fils de France
- 27 settembre 1987 - 21 gennaio 2019: Sua Altezza Reale il principe Giovanni d'Orléans, fils de France , duca di Vendôme
- 21 gennaio 2019 - 2 febbraio 2019: Sua Altezza Reale il Principe Giovanni d'Orléans, Duca di Vendôme
- 2 febbraio 2019 - presente: Monseigneur Giovanni (Jean), conte di Parigi

Fu creato Duca di Vendôme (in francese: Duc de Vendôme) da suo nonno paterno il 27 settembre 1987.
Dopo la morte di suo padre, inizialmente si pensava che il principe Giovanni non avrebbe assunto il titolo di Conte di Parigi per diversi mesi se non per un anno, tuttavia, il 2 febbraio 2019, lo ha utilizzato per firmare un comunicato stampa.

## Ascendenza
|                                                     |                        |                                              | Genitori                                     |  |  | Nonni |  |  | Bisnonni          |  |  | Trisnonni                           |  |
|                                                     |                        |                                              |                                              |  |  |       |  |  | Giovanni di Guisa |  |  | Roberto d'Orléans, Duca di Chartres |  |
|                                                     |                        |                                              |                                              |  |  |       |  |  | Giovanni di Guisa |  |  | Roberto d'Orléans, Duca di Chartres |  |
|                                                     |                        | Francesca Maria d'Orléans                    |                                              |  |  |       |  |  | Giovanni di Guisa |  |  |                                     |  |
| Enrico d'Orléans                                    |                        |                                              |                                              |  |  |       |  |  | Giovanni di Guisa |  |  |                                     |  |
|                                                     |                        | Isabella d'Orléans                           | Filippo VII di Francia                       |  |  |       |  |  |                   |  |  |                                     |  |
|                                                     |                        | Isabella d'Orléans                           | Filippo VII di Francia                       |  |  |       |  |  |                   |  |  |                                     |  |
|                                                     |                        | Isabella d'Orléans                           | Maria Isabella d'Orléans                     |  |  |       |  |  |                   |  |  |                                     |  |
| Enrico d'Orléans                                    |                        | Isabella d'Orléans                           |                                              |  |  |       |  |  |                   |  |  |                                     |  |
|                                                     |                        | Pietro d'Alcantara d'Orléans-Braganza        | Gastone d'Orléans                            |  |  |       |  |  |                   |  |  |                                     |  |
|                                                     |                        | Pietro d'Alcantara d'Orléans-Braganza        | Gastone d'Orléans                            |  |  |       |  |  |                   |  |  |                                     |  |
|                                                     |                        | Pietro d'Alcantara d'Orléans-Braganza        | Isabella del Brasile                         |  |  |       |  |  |                   |  |  |                                     |  |
| Isabella d'Orléans-Braganza                         |                        | Pietro d'Alcantara d'Orléans-Braganza        |                                              |  |  |       |  |  |                   |  |  |                                     |  |
|                                                     |                        | Contessa Elisabetta Dobrzenska de Dobrzenicz | Conte Giovanni Dobrzensky de Dobrzenicz      |  |  |       |  |  |                   |  |  |                                     |  |
|                                                     |                        | Contessa Elisabetta Dobrzenska de Dobrzenicz | Conte Giovanni Dobrzensky de Dobrzenicz      |  |  |       |  |  |                   |  |  |                                     |  |
|                                                     |                        | Contessa Elisabetta Dobrzenska de Dobrzenicz | Contessa Elisabetta Kottulinska von Kottulin |  |  |       |  |  |                   |  |  |                                     |  |
| Giovanni d'Orléans                                  |                        | Contessa Elisabetta Dobrzenska de Dobrzenicz |                                              |  |  |       |  |  |                   |  |  |                                     |  |
|                                                     | Alberto di Württemberg | Filippo di Württemberg                       |                                              |  |  |       |  |  |                   |  |  |                                     |  |
|                                                     | Alberto di Württemberg | Filippo di Württemberg                       |                                              |  |  |       |  |  |                   |  |  |                                     |  |
|                                                     | Alberto di Württemberg | Maria Teresa d'Asburgo-Teschen               |                                              |  |  |       |  |  |                   |  |  |                                     |  |
| Filippo Alberto di Württemberg, duca di Württemberg | Alberto di Württemberg |                                              |                                              |  |  |       |  |  |                   |  |  |                                     |  |
|                                                     |                        | Margherita Sofia d'Asburgo-Lorena            | Arciduca Carlo Ludovico d'Asburgo-Lorena     |  |  |       |  |  |                   |  |  |                                     |  |
|                                                     |                        | Margherita Sofia d'Asburgo-Lorena            | Arciduca Carlo Ludovico d'Asburgo-Lorena     |  |  |       |  |  |                   |  |  |                                     |  |
|                                                     |                        | Margherita Sofia d'Asburgo-Lorena            | Maria Annunziata di Borbone-Due Sicilie      |  |  |       |  |  |                   |  |  |                                     |  |
| Marie Therese di Württemberg                        |                        | Margherita Sofia d'Asburgo-Lorena            |                                              |  |  |       |  |  |                   |  |  |                                     |  |
|                                                     |                        | Pietro Ferdinando d'Asburgo-Lorena           | Ferdinando IV di Toscana                     |  |  |       |  |  |                   |  |  |                                     |  |
|                                                     |                        | Pietro Ferdinando d'Asburgo-Lorena           | Ferdinando IV di Toscana                     |  |  |       |  |  |                   |  |  |                                     |  |
|                                                     |                        | Pietro Ferdinando d'Asburgo-Lorena           | Alice di Borbone-Parma                       |  |  |       |  |  |                   |  |  |                                     |  |
| Arciduchessa Rosa d'Austria, principessa di Toscana |                        | Pietro Ferdinando d'Asburgo-Lorena           |                                              |  |  |       |  |  |                   |  |  |                                     |  |
|                                                     |                        | Maria Cristina di Borbone-Due Sicilie        | Alfonso di Borbone-Due Sicilie               |  |  |       |  |  |                   |  |  |                                     |  |
|                                                     |                        | Maria Cristina di Borbone-Due Sicilie        | Alfonso di Borbone-Due Sicilie               |  |  |       |  |  |                   |  |  |                                     |  |
|                                                     |                        | Maria Cristina di Borbone-Due Sicilie        | Maria Antonietta di Borbone-Due Sicilie      |  |  |       |  |  |                   |  |  |                                     |  |
|                                                     |                        | Maria Cristina di Borbone-Due Sicilie        |                                              |  |  |       |  |  |                   |  |  |                                     |  |